# Оберемченко Ігор Вікторович
Ігор Вікторович Оберемченко нар. 9 березня 1970, Сімферополь) — український футболіст та футзаліст, що грав на позиції нападника і півзахисника. Відомий за виступами у складі сімферопольської «Таврії» у вищій українській лізі, грав також у вищому узбецькому дивізіоні за клуб «Кизилкум».

## Кар'єра футболіста
Ігор Оберемченко розпочав виступи на футбольних полях у 1991 році в команді другої ліги СРСР «Океан» з Керчі. Після розпаду Радянського Союзу Оберемченко вирішив продовжити виступи в команді другої ліги Росії «Аган» з міста Радужний у Сибіру. На початку 1993 року футболіст повернувся в Україну, де продовжив виступи в клубі перехідної ліги «Фрунзенець» із Саки. За півроку Оберемченко перейшов до аматорського клубу «Чайка» (Охотникове), пізніше грав у аматорських командах «Сурож» і «Авангард» (Краматорськ), пізніше знову повернувся до охотниківської «Чайки». У сезоні 1996—1997 років футболіст отримав запрошення до команди вищої української ліги «Таврія» з Сімферополя. Ігор Оберемченко виступав у складі «Таврії» протягом двох сезонів, за які зіграв у її складі 41 матч у чемпіонаті країни, виступав також за її фарм-клуб у другій лізі «Динамо» з Сак, за який виступав раніше. У сезоні 1998—1999 років футболіст грав у складі команди першої ліги «Полісся» з Житомира. Після проведеного сезону в житомирському клубі Оберемченко повернувся до Криму, де грав протягом кількох місяців за аматорський клуб «СВХ-Даніка».
У 2000 році Ігор Оберемченко став гравцем клубу вищого узбецького дивізіону «Кизилкум», у якому грав до кінця 2001 року, провівши в узбецькій першості 29 матчів. На початку 2002 року футболіст повернувся до України, де знову грав у аматорському клубі «Даніка-СЕЛМА». У 2003 році Оберемченко перейшов до клубу другої ліги «Севастополь» з однойменного міста. За півроку футболіст грав у аматорському клубі «Колос» з Нікопольського району, а пізніше зіграв 5 матчів у першості України та один у кубку за футзальну команду «Динамо-ЮРІН» із Сімферополя. У 2005 році Ігор Оберемченко перейшов до аматорського клубу «Хімік» з Красноперекопська, яка за півроку стала командою другої ліги. Після закінчення сезону 2005—2006 Оберемченко грав у аматорських клубах Криму, а пізніше розпочав тренерську кар'єру, до 2014 року працював у футбольній школі «Таврії», а пізніше у СДЮСШОР «Спартак» у Сімферополі.